# ووكر لي أشلي
ووكر لي أشلي (بالإنجليزية: Walker Lee Ashley)‏ هو لاعب كرة قدم أمريكية أمريكي، ولد في 28 يوليو 1960 في بايون في الولايات المتحدة.

## وصلات خارجية
- ووكر لي أشلي على موقع مرجع كرة القدم المحترفة.كوم (الإنجليزية)